# Бенха
Бе́нха (араб. بنها‎, копт. Ⲡⲁⲛⲁϩⲟ)— главный город провинции Нижнего Египта Аль-Кальюбия, в 48 км к северу от Каира. Бенха расположен на восточном берегу рукава Нила — Думьята. 

## Название
Арабское название города происходит из коптского, которое, в свою очередь, происходит из древнеегипетского pr-nha "дом (место) платана".

## География
Бенха находится на хорошо орошаемой территории, где прорыты многочисленные каналы. В районе города посевы пшеницы и длинноволокнистого хлопка. С древних времен Бенха известна разведением роз — важного ингредиента духо́в. В настоящее время центр электронной промышленности Египта. Важный транспортный узел на железной дороге, идущей к северу от Каира.

### Население
По данным на 2018 год численность населения составляет 174 518 человека.
Динамика численности населения города по годам:
| 1996    | 2006    | 2018    |
| ------- | ------- | ------- |
| 135 892 | 157 701 | 174 518 |

## Достопримечательности
- Университет Бенхи образован в ноябре 1976 г. как отделение университета Заказик. В 2005 г. стал самостоятельным университетом, имея 15 факультетов. Самым важным является медицинский факультет, который фактически управляет 2 главными больницами в городе.
- Мост через Нил, расположенный за пределами городских кварталов: длина — 5 км, ширина — 26 м.
- Насыпь евреев Эль-Яхудия берёт своё имя от остатков храма и города, построенного в II веке до н. э. еврейским священником по имени Ониас[4]. Разрешение на постройку храма, смоделированного на Храме Соломона в Иерусалиме, было выдано Птолемеем IV.
- Древний город Леонтополис. Территория древнего города Леонтополь располагается в 20 км к северо-востоку от Бенхи.

## Фотогалерея

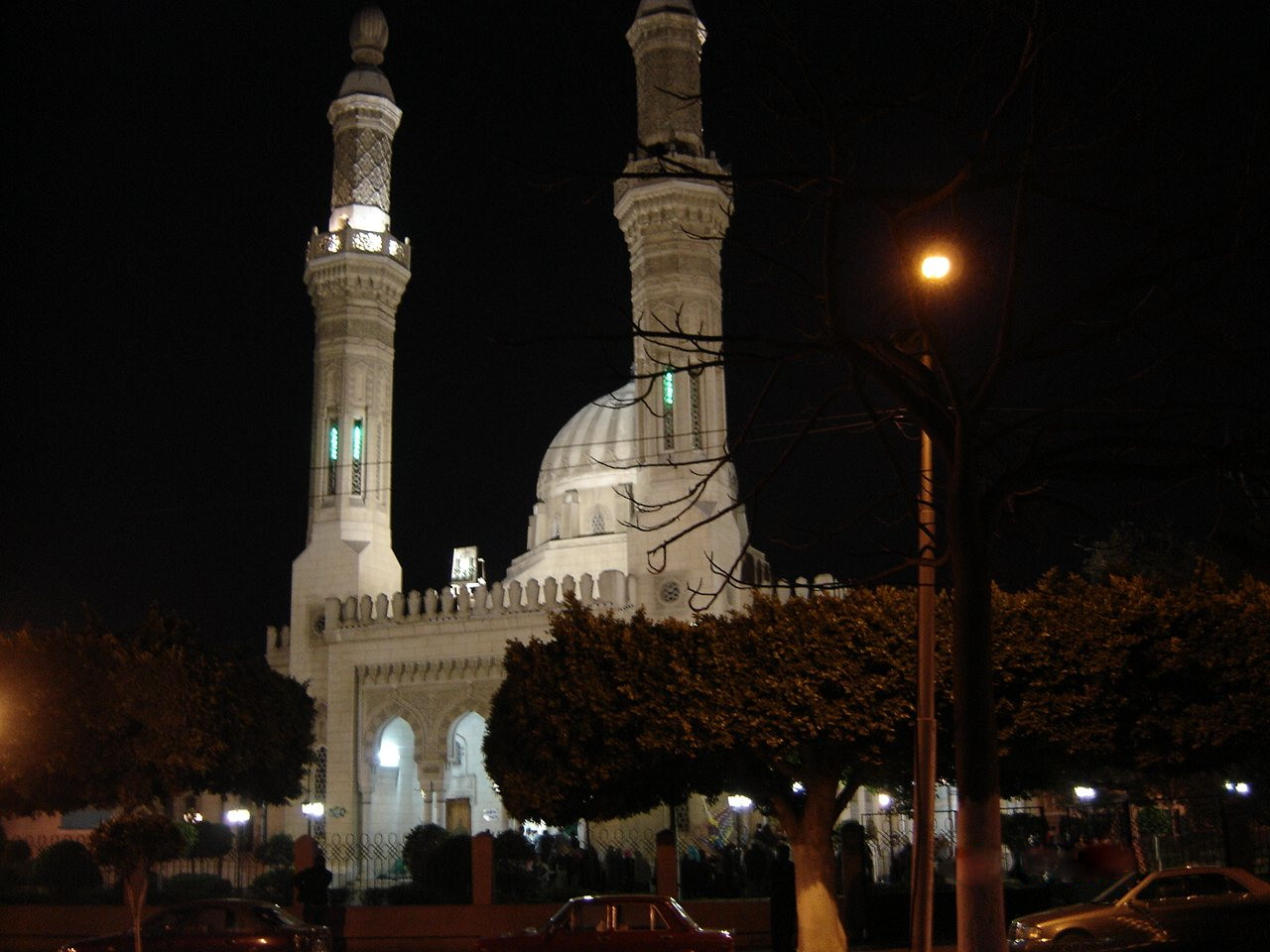
Мечеть Насера
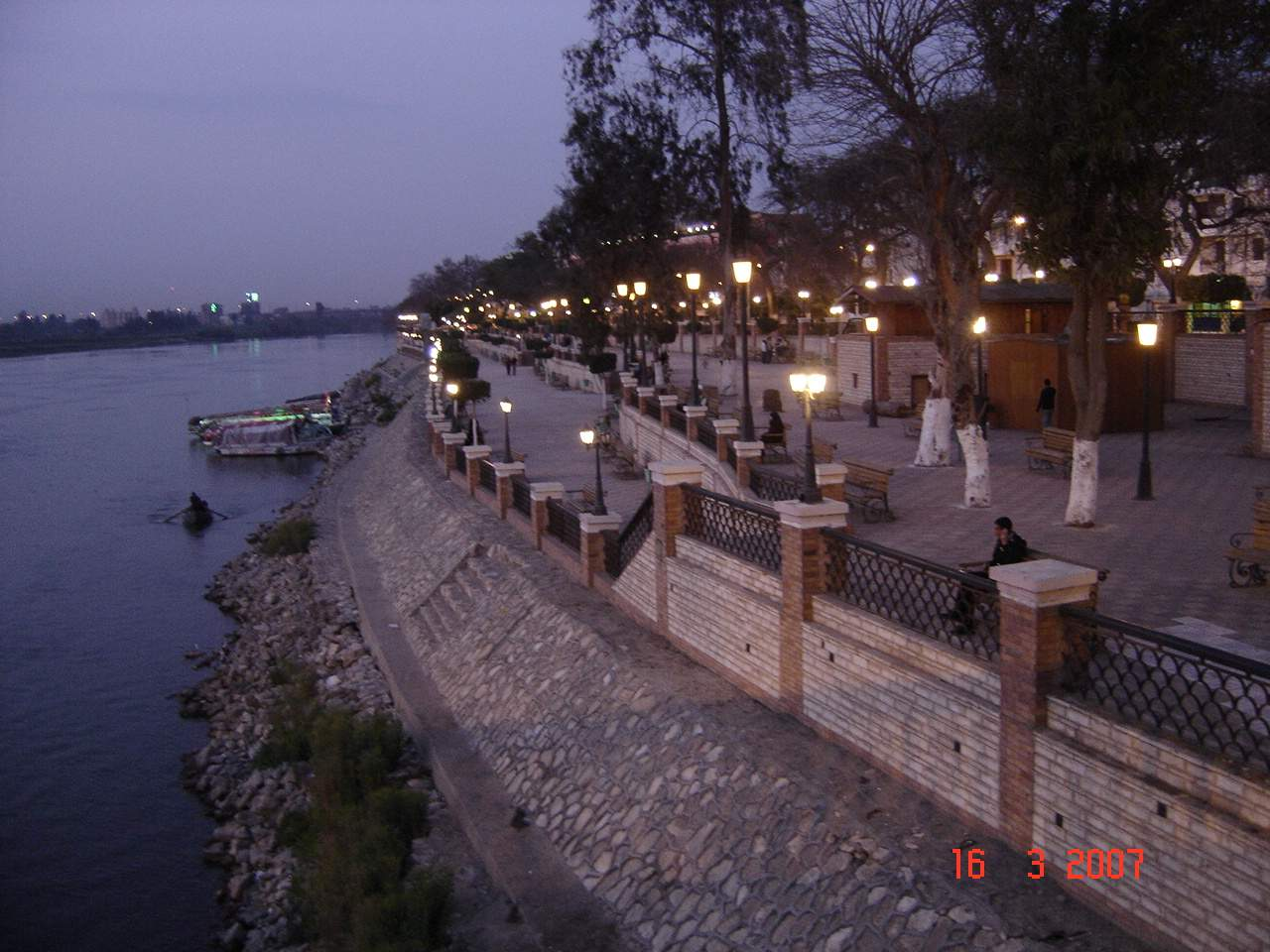
Нил в Бенхе